# Jasón (sumo sacerdote)

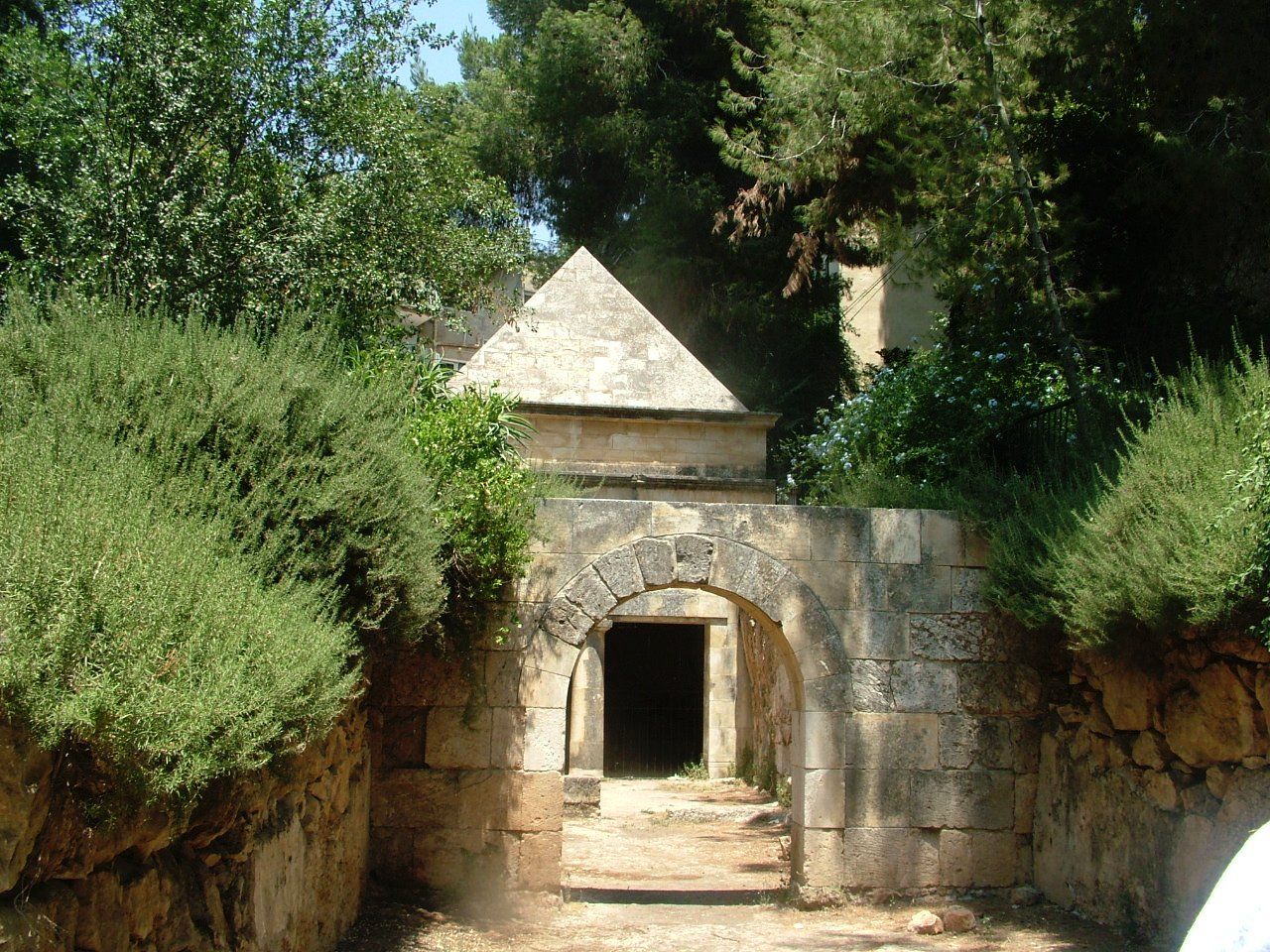
Tumba de Jasón en Rehavia, Jerusalén

Jasón (hebreo: Yason, יאסון) de la familia Oniada , hermano de Onías III, fue un Sumo sacerdote de Israel en el Templo de Jerusalén. Flavio Josefo registra que su nombre, antes de helenizarlo, era originalmente Jesús (en hebreo: יֵשׁוּעַ Yēshua`).
Jasón se convirtió en sumo sacerdote en 175 a. C., después del acceso de Antíoco IV Epífanes al trono del Imperio seléucida.
En una disputa entre el sumo sacerdote, Onias III, y Simón el Benjamita, Jasón ofreció pagar a Antíoco para ser confirmado como nuevo sumo sacerdote en Jerusalén. Antíoco aceptó la oferta y permitió a Jasón construir un gimnasio en Jerusalén y crear una Polis al estilo griego, llamada después, Antioquía, en honor al rey.
Con la creación de Antioquía, Jasón abandonó las ordenanzas dadas bajo Antíoco III el Grande, que definían la organización política de los judíos según la Torah.
El tiempo de Jasón como sumo sacerdote tuvo un fin repentino en 172 a. C., cuando envió a Menelao, el hermano de Simón el Benjamita, a entregar dinero a Antíoco. Menelao aprovechó esta oportunidad para superar la oferta de Jasón por el sacerdocio, con el resultado de que Antíoco confirmó a Menelao como sumo sacerdote. Jasón huyó a Jerusalén y encontró refugio en la tierra de los Amonitas.
En 168 a. C. Jasón hizo un intento fallido de recuperar el control de Jerusalén. Huyendo otra vez a Ammon, continuó a Egipto, y finalmente a Esparta, donde murió y fue enterrado